# Raimundo Borel I de Barcelona
Raimundo Borel I de Barcelona (972 - 25 de Fevereiro de 1018) foi conde de Barcelona, de Ausona e de Girona.
Entre os anos de 1000  e 1002, teve de se defender dos vários ataques travados por Almançor aos seus domínios. Em 1003 liderou uma expedição militar contra Lérida, que, no entanto, foi mal sucedida visto um novo ataque, desta feita por parte de Hixame II.

## Relações familiares
Foi filho de Borrell II de Barcelona, conde de Barcelona e de Girona e Urgel (c. 920 - 30 de Setembro de 992) e de Luitegarda de Toulouse (950 - 977). Casou em 990 com Ermesinda de Carcassonne (975 - 1 de Março de 1057), filha de Rogério I de Carcassonne (c. 940 - 1012) e de Adelaide de Ruergue (c. 950 - 1011) de quem teve:
1. Berenguer Raimundo de Barcelona "O curvo", conde de Barcelona (995 - 26 de Maio de 1035) casou por três vezes, a primeira em 1018 com Sancha da Gasconha (1000 -?), a segunda em 1021 com Sancha de Castela, filha de Sancho Garcia (970 - 5 de Fevereiro de 1017) conde de Castela e de Urraca Gomez. O terceiro casamento foi em 1027 com Gisela de Llucá (1012 - 1079), filha de Sunifredo II de Lluçà, senhor de Lluçà (? - 1060) e de Ermesinda de Balzareny (?- 1074).
2. Borel Raimundo.
3. Adelaida de Barcelona (990 -?) casou por duas vezes, a primeira com Roger de Toeny e a segunda com Ricardo de Evreux, conde de Evreux.